# Tigrioides argillacea
Tigrioides argillacea är en fjärilsart som beskrevs av Alpheus Spring Packard 1864. Tigrioides argillacea ingår i släktet Tigrioides och familjen björnspinnare. Inga underarter finns listade i Catalogue of Life.